# 6830 Johnbackus
6830 Johnbackus è un asteroide della fascia principale. Scoperto nel 1991, presenta un'orbita caratterizzata da un semiasse maggiore pari a 3,1835006 UA e da un'eccentricità di 0,1355215, inclinata di 5,07415° rispetto all'eclittica.
L'asteroide è dedicato all'informatico e matematico statunitense John Backus, inventore del linguaggio Fortran.